# Булгакова, Ольга Васильевна
О́льга Васи́льевна Булга́кова — советский и российский живописец, академик РАХ (2012; член-корреспондент 2007), член Союза художников СССР с 1976 года.

## Биография
Ольга Булгакова родилась 30 января 1951 года. Её родители, художники, ставшие её первыми и главными учителями — Василий Иванович Булгаков и Матильда Михайловна Булгакова.
1962-69 гг. — Московская средняя художественная школа. (Сейчас это — Московский академический художественный лицей Российской академии художеств).
В 1969-75 гг. — Московский государственный академический художественный институт имени В. И. Сурикова. Мастерская профессора Д. К. Мочальского.
С 1972 года О. Булгакова начала участвовать в выставках. В 1976 году была принята в Московскую организацию СХ СССР. С 1993 года это — Московский союз художников.
В 1979 получила Гран-При Международного конкурса молодых художников-живописцев в Софии — Болгария.
В 2003 году была награждена Серебряной медалью РАХ, а в 2007 году была избрана член-корреспондентом Российской Академии художеств.

## Семья
Муж — А. Г. Ситников, художник. Дочь — Наталья (1978 г.р.), художница.

## Об основных произведениях
О. Булгакова автор циклов работ: «Театр», «Превращение» (1975—1985); работ, посвящённых Гоголю (1978-85 и 2009 г.), занимающих в её творчестве значительное место; «Карлики», «Женщины и натюрморт» (1980-90); «Архаизмы» (2002-04); «Ангелы», «Имена» (2005-06); «Матриархат» (2007); «Библейские эскизы» (2007-12) и др..
Работы О. Булгаковой представлены в:
- Третьяковской галерее
- Государственном Русском музее
- Московском музее современного искусства
- Кемеровском областном музее изобразительных искусств
- Омском областном музее изобразительных искусств им. М. А. Врубеля
- Государственном Художественном музее Павлодара
- Саратовском государственном художественном музее им. А. Н. Радищева
- Музее современного искусства. София, Болгария
- Музее Джейн Вурхес Зиммерли. Нью-Джерси, США
- Людвиг Форуме Международного Искусства. Аахен, Германия
- Международном музее искусства XX века (TIMOTCA). Лос-Анджелес. США
- Музее «Женщины в искусстве». Вашингтон, США
- Коллекции Колодзей русского и восточноевропейского искусства, Kolodzei Art Foundation , США.
- Коллекции центра современного искусства «М’АРС». Москва.

## Основные персональные выставки
- 2014 — «Райский сад», Галерея открытый клуб, Москва
- 2011 — «Библейские эскизы». Галерея КультПроект, Москва.
- 2009; 2000 — Булгакова-Ситников. Mimi Ferzt Gallery, Нью-Йорк. США
- 2009 — «Гоголь. Портрет». Галерея Квадрат, Санкт-Петербург.
- 2008 — Булгакова-Ситников. Живопись. «Объекты». Саратовский государственный художественный музей им. Радищева
- 2007-08 — Булгакова-Ситников. Государственная Третьяковская галерея, Москва
- 2006 — Булгакова-Ситников . «Знаки жизни». Центр современного искусства М’АРС, Москва
- 2005 — Булгакова-Ситников . «Физика времени». Проект АИС. Арт салон. Центральный Дом художника. Москва
- 2004 — «Триалог». А.Ситников, О.Булгакова, Н.Ситникова. Московский музей современного искусства
- 2004; 2001; 1999 — Булгакова-Ситников. Галерея De Twee Pauwen, Гаага, Нидерланды
- 1997 — Галерея Залман. Нью-Йорк. США;
- 1990 — Булгакова-Ситников. International Images, Севикли, США.

## Избранные групповые выставки
- 2011 — Духовная традиция в русском искусстве. Из собрания The Kolodzei Art Foundation. Музей Челси, Нью-Йорк;
- 2011 — «Трансформации». О.Булгакова, Н.Нестерова, П.Перевезенцев, С.Якунин. Галерея КультПроект, Москва.
- 2010-11 — «Герои и злодеи Русской истории в искусстве XVIII—XX веков». Государственный Русский музей, Санкт-Петербург;
- 2009 — «Одинокие в поисках смысла жизни». Галерея Игоря Метелицына, Московский музей современного искусства.
- 2009 — От нон-конформизма до феминизма: Русские женщины-художники из коллекции Фонда Колодзей русского и восточно-европейского искусства, Челси музей, Нью-Йорк.
- 2007 — «Новый Ангеларий». Московский музей современного искусства;
- 2006 — «Время перемен». Государственный Русский музей;
- 2003 — «Поиск свободы. 40 лет советского и русского искусства». Из собрания Kolodzei Art Foundation. Берген музей искусства и науки, Нью-Джерси. США.
- 2002 — «Двое». Государственный Русский музей;

«Русский символизм». Людвиг Музей. Кобленц, Германия;
«Искусство женского рода». Женщины художницы в России XV—XX век. Государственная Третьяковская галерея;
- 2001 — «Портрет в России. XX век». Государственный Русский музей.
- 1999—2000 — «Dreams 1900—2000». The Eguitable Gallery, Нью-Йорк. Музей истории,Вена, Австрия.(Historisches Museum der Stadt Wien, Vienna), Passage de Retz, Париж, Франция
- 1997-98 — «Искусство поверх границ». ЮНЕСКО и Международный музей искусства XX века (TIMOTCA). Нью-Йорк, Париж, Лиссабон
- 1997 — «Мир чувственных вещей в картинках». ГМИИ им. А. С. Пушкина. Москва;
- 1993 — «Сон раскрывает природу вещей». Государственная Третьяковская галерея.
- 1990-91 — «Поиск самовыражения. Живопись Москвы и Ленинграда 1965—1990». Музей искусств Колумбус, Огайо, Университет Северной Каролины, Гринсборо, художественный центр Арканзаса, Литл Рок, США.
- 1990 — Выставка 26 ленинградских и московских художников, Манеж. Ленинград.
- 1989 — Московские художники."Riverside Artists Group", Лондон. Англия.
- 1988 — Советское искусство. Музей Людвига. Кёльн, Германия;

Arte Fiera, Болонья, Италия
- 1987 — Выставка московских живописцев. В.Андреенков, Н.Андронов, О.Булгакова, Н.Егоршина, В.Кулаков, И.Мещерякова, А.Ситников. Дублин. Ирландия.
- 1986 — Выставка шести московских живописцев. О.Булгакова, В.Калинин, Т.Назаренко, Т.Насипова, Н.Нестерова, А.Ситников. Латвийский Национальный художественный музей, Рига, Латвия.
- 1982 — XL Венецианская биеннале, Италия;

Аспекты современного советского искусства. Музей Людвига, Кёльн, Аахен, Германия.
- 1981 — Выставка 23 московских художников. Центральный Дом художника. Москва.
- 1980 — Международная Триеннале современного искусства. Белград. Югославия.
- 1979 — Международный конкурс молодых художников-живописцев. София. Болгария.
- 1976 — Автопортрет в русском и советском искусстве. Государственная Третьяковская галерея. Москва.